# Spansk peber
 Der er for få eller ingen kildehenvisninger i denne artikel, hvilket er et problem. Du kan hjælpe ved at angive troværdige kilder til de påstande, som fremføres i artiklen.

Spansk peber (Capsicum annuum) er en staude eller en halvbusk med en opret, busket vækst. 

## Beskrivelse
De nederste dele forvedder ret hurtigt. Skuddene er hårløse og lysegrønne. Bladene er spredtstillede, smalt ægformede med lang spids og hel eller bølget rand. Oversiden er blank og mørkegrøn, mens undersiden er lysegrøn. 
Blomstringen sker over hele vækstsæsonen. Blomsterne sidder for det meste enkeltvis ved bladhjørner og skudforgreninger, men af og til ses to eller tre sammen. De fem (sjældnere: 6 eller 7) kronblade er oftest hvide, men typer med violette linjer eller helt violette blomster findes også. Blomster og frugter er hængende, men der findes sorter (og vildformen), der har oprette blomster og bær.
De fleste sorter dyrkes som enårige (deraf navnet annuum), selv om planten kan overleve i mange år.
Rodnettet er kraftigt og dybtgående under naturlige, tørre forhold. 
Højde x bredde og årlig tilvækst: 1,00 x 0,75 m (100 x 75 cm/år). 

## Hjemsted
Den vilde form af spansk peber er en staude, der findes i bjergdale og på forbjergene i Andesbjergene, i Caribien, i Mellemamerika og i USA, hvor den vokser i 600-800 m højde sammen med tornede og ikke-tornede buske under palmetto- fyrre- og egearter. 
I Rio Grande dalen vokser den sammen med bl.a. barbadoskirsebær, Buddleja sessiliflora, Diospyros texana, Eupatorium odoratum, Lantana horrida, mississippinældetræ, Sabal mexicana, skarlagensalvie og Sophora secundiflora.

## Anvendelse
Spansk peber dyrkes i mange varianter for frugternes skyld. Smagen varierer meget, særligt pga forskelligt indhold af af capsaicin. Frugten af de mildtsmagende sorter kaldes peberfrugt, og er meget brugt som grøntsag både rå og opvarmet. Andre mere stærktsmagende  bruges som krydderi og kaldes ligesom andre stærksmagende frugter i slægten Capsicum for chili (særligt som tørret/stødt) eller chilifrugt (som frisk eller tørret hel frugt).

## Indholdsstoffer
Vildarten og flere af sorterne er meget skarpe i smagen på grund af et mere eller mindre højt indhold af stoffet capsaicin. Desuden indeholder frugterne a-, b- og c-vitaminer.
| Portal | Portal:Botanik |

## Note
1. ↑  http://www.fws.gov: U.S. Fish and Wildlife Service: Lower Rio Grande Valley National Wildlife Refuge